# Прилепы (Хомутовский район)
Прилепы — село в Хомутовском районе Курской области России. Входит в состав Сальновского сельсовета.

## География
Село расположено на реке Немёда в 13 км северо-западнее Хомутовки. У села проходит автодорога М-3 «Украина».

## История
Первыми жителями были крестьяне Комарицкой волости, которые спасались от преследований Василия Шуйского. В 1607 году беженцы поселились недалеко от реки, и как бы «прилепились», а селение стали называть Прилепами.
В 1817 году помещица из Курска О. К. Брискорн купила у Биронов деревни Прилепы, Обжи, Дубовицы, Клевень и другие и начала строительство суконной фабрики. В 1818 году фабрика начала работать. В 1822 году на фабрике работали 379 крепостных крестьян, из них 90 детей, в возрасте от 7-ми лет.
В те же годы была построена одноглавая церковь, как символ одиночества — помещица была вдовой. По её же приказу был разбит парк, выкопан пруд и посажены деревья. Из-за плохих продаж некачественного сукна, в 1850 году фабрика была закрыта.
Граф Русецкий в честь своего зятя в Прилепах построил сахарный завод Тишинский. Работали спиртзавод и воловня. Летом 1821 года в Прилепах построена каменная церковь.
В 1861 после закрытия фабрики Брискорн скончалась. Тело помещицы было забальзамировано, положено в двойной деревянный и чугунный гроб. Гроб был подвешен на цепях в подвальном помещении Прилепской церкви. Хозяевами её состояния стали наследники.
После закрытия суконной фабрики в том же фабричном здании начал работать винокуренный завод. А в деревне Малые Витичи — мыловаренный и пивоваренный заводы.
В 1929 году сформирован колхоз 9-е января. В 1930 году колхоз во главе с первым председателем Родяхиным С. М. окреп окончательно. В 1937—1938 годах в Прилепах заработала МТС.
Во время Великой Отечественной войны погибло 76 сельчан, 9 детей погибли на минных полях.
В 1950 году колхозы Знамя труда и 9 января объединились в одно хозяйство, которое стало называться Колхозом им. 9-го января. В 1969 году после укрупнения колхозов хозяйство переименовано в Колхоз им. Ярославского. С 2004 года — ОАО АП им. Ярославского.
До 26 апреля 2010 года село являлось центром Прилеповского сельсовета.

## Население
| 2002 | 2010 |
| ---- | ---- |
| 257  | ↘210 |

## Инфраструктура
Личное подсобное хозяйство с зоной сельскохозяйственного использования, индивидуальная застройка усадебного типа.
Основа экономики — сельское хозяйство.

## Транспорт
Автобусное сообщение с райцентром. Остановка общественного транспорта «Прилепы». 